# Kórós
Kórós je vas na Madžarskem, ki upravno spada v podregijo Sellyei Županije Baranja.